# Louisiana Cajun Country Volume 1
| Recensione              | Giudizio |
| ----------------------- | -------- |
| AllMusic                |          |
| Dizionario del Pop-Rock |          |

Louisiana Cajun Country Volume 1 è un album discografico di Doug Kershaw, pubblicato dall'etichetta discografica Starflite Recordings nel 1979.

## Tracce

### LP
Lato A
Testi e musiche di Doug Kershaw.
1. It Takes All Day (To Get Over Night) – 2:00
2. The Sooner You Go I Can Cry – 4:05
3. Mistakes by the Numbers – 3:15
4. Town's Romeo – 2:24
5. Wichita Wildcat – 2:39

Lato B
Testi e musiche di Doug Kershaw, eccetto dove indicato.
1. Louisiana Sun – 2:54
2. Cash on Hand – 2:33
3. Hip a Tayo – 2:49 (Rusty Kershaw, Doug Kershaw)
4. Big Ed Special – 2:10 (Ed Kershaw)
5. Mama & Papa Waltz – 2:20 (Ed Kershaw)

## Musicisti
- Doug Kershaw – voce, strumenti vari
- Ed Kershaw – voce (brani: Big Ed Special e Mama & Papa Waltz)
- Altri musicisti non accreditati

Note aggiuntive
- Huey P. Meaux – produttore, note retrocopertina album originale
- Registrazioni effettuate al Sugar Hill Studios 1-2-3 di Houston, Texas (Stati Uniti)
- Bert Frilot, Dennis Krash Collins e Roger Harris – ingegneri delle registrazioni
- James Darby – cover art copertina album originale[3]